# Gregg Toland
Gregg Toland (ur. 29 maja 1904 w Charleston, zm. 28 września 1948 w Los Angeles) – amerykański operator filmowy.

## Osiągnięcia
Toland znany jest ze stosowania innowacyjnych technik (m.in. głębi ostrości) w takich klasycznych filmach, jak Obywatel Kane (1941) Orsona Wellesa i Najlepsze lata naszego życia (1946) Williama Wylera. Laureat Oscara za najlepsze zdjęcia do filmu Wichrowe Wzgórza (1939) Williama Wylera. Był sześciokrotnie nominowany do tej nagrody. W ankiecie Międzynarodowej Gildii Operatorów Filmowych z 2003 uznano Tolanda za jednego z 10 najwybitniejszych operatorów w historii kina.

## Filmografia
Jako operator filmowy, w trakcie ponad 20-letniej aktywności zawodowej, uczestniczył w realizacji 68 filmów krótko- i pełnometrażowych.

### Krótkometrażowe
- 1927: Johann the Coffinmaker
- 1928: The Life and Death of 9413, a Hollywood Extra (obyczajowy: 11')
- 1928: The Love of Zero (15')
- 1944: The Fighting Generation (obyczajowy: 1'52")

### Fabularne
- 1926:
  - The Bat (dreszczowiec: czas – 86')
  - Rozpętane żywioły (western: 89')
- 1929:
  - The Rescue (przygodowy: 96')
  - Bulldog Drummond (dreszczowiec: 90')
  - This Is Heaven (komedia: 90')
  - Condemned! (obyczajowy: 86')
  - Intruz (obyczajowy: 90')
- 1930:
  - Raffles (przygodowy: 72')
  - Whoopee! (musical: 93')
  - The Devil to Pay! (komedia: 72')
  - One Heavenly Night (musical: 82')
- 1931:
  - Indiscreet (musical: 92')
  - Wielkomiejskie ulice (melodramat: 80')
  - Palmy Days (musical: 77')
  - The Unholy Garden (kryminał: 74')
  - Tonight or Never (komedia: 80')
- 1932:
  - Play Girl (melodramat: 60')
  - Man Wanted (komedia: 62')
  - The Tenderfoot (western: 70')
  - The Washington Masquerade (melodramat: 88')
  - Królowa Kelly (obyczajowy: 101')
  - Urwis z Hiszpanii (musical: 96')
- 1933:
  - The Nuisance (komedia: 83')
  - Pilnuj swego męża (komediodramat: 86')
  - The Masquerader (obyczajowy: 80')
  - Rzymskie skandale (fantasy: 92')
- 1934:
  - Nana (obyczajowy: 90')
  - Lazy River (przygodowy: 75')
  - Katiusza (melodramat: 85')
  - Mężowie do wyboru (komedia: 83')
- 1935:
  - Noc weselna (melodramat: 83')
  - Nędznicy (obyczajowy: 108')
  - Public Hero Number 1 (kryminał: 89')
  - Szalona miłość (horror: 68')
  - Czarny anioł (melodramat: 106')
  - Splendor (komedia: 75')
- 1936:
  - Ich troje (melodramat: 93')
  - Droga do chwały (wojenny: 103')
  - Prawo młodości (melodramat: 99')
  - Zabronione szczęście (dramat: 90')
- 1937:
  - Historia jednej nocy (melodramat: 97')
  - Woman Chases Man (komedia: 71')
  - Ślepy zaułek (film noir: 93')
- 1938:
  - The Goldwyn Follies (komedia: 122')
  - Banita (przygodowy: 90')
  - Kowboj i dama (komediodramat: 91')
- 1939:
  - Wichrowe wzgórza (melodramat: 104')
  - They Shall Have Music (muzyczny: 102')
  - Intermezzo (melodramat: 70')
  - Raffles (przygodowy: 72')
- 1940:
  - Grona gniewu (obyczajowy: 129')
  - Człowiek z Zachodu (western: 100')
  - Długa podróż do domu (wojenny: 105')
- 1941:
  - Obywatel Kane (dramat: 119')
  - Małe liski (melodramat: 116')
  - Ognista kula (komedia: 111')
- 1943:
  - Banita (komedia: 116')
  - 7 grudnia (dokumentalny: 82')
- 1946:
  - The Kid from Brooklyn (komedia: 113')
  - Pieśń Południa (animacja/komedia: 94')
  - Najlepsze lata naszego życia (melodramat wojenny: 170')
- 1947:
  - Żona biskupa (komedia: 109')
- 1948:
  - Narodziny piosenki (musical: 113')
  - Enchantment (melodramat: 100')

## Nagrody
- Nagroda Akademii Filmowej 1939: Wichrowe Wzgórza